# Плен-Сен-Ланж
Плен-Сен-Ланж (фр. Plaines-Saint-Lange) — коммуна во Франции, находится в регионе Шампань — Арденны. Департамент — Об. Входит в состав кантона Мюсси-сюр-Сен. Округ коммуны — Труа.
Код INSEE коммуны — 10288.
Коммуна расположена приблизительно в 185 км к юго-востоку от Парижа, в 110 км южнее Шалон-ан-Шампани, в 50 км к юго-востоку от Труа.

## Население
Население коммуны на 2008 год составляло 313 человек.
| 1962 | 1968 | 1975 | 1982 | 1990 | 1999 | 2008 |
| ---- | ---- | ---- | ---- | ---- | ---- | ---- |
| 496  | 514  | 516  | 469  | 418  | 335  | 313  |

## Администрация
| Период | Период | Фамилия       | Партия | Примечания |
| ------ | ------ | ------------- | ------ | ---------- |
| 2001   | 2008   | Фердинан Вори |        |            |
| 2008   |        | Даниель Рюэль |        |            |

## Экономика

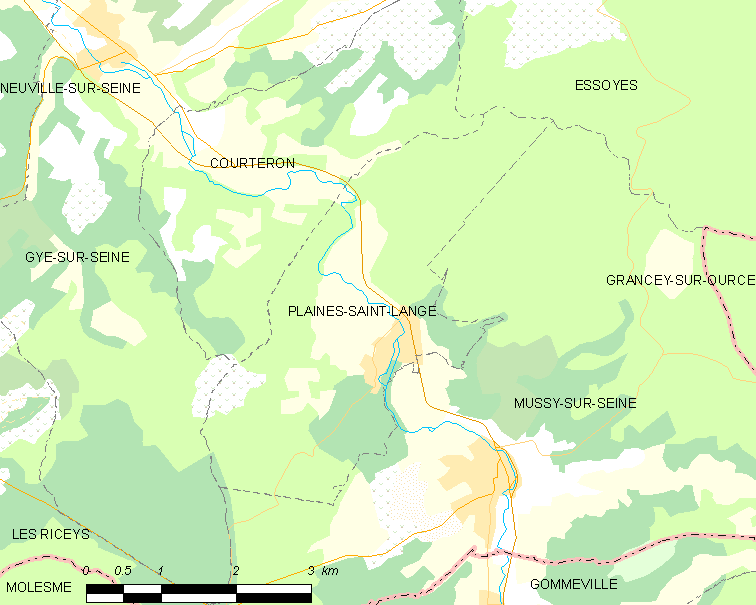
Карта коммуны

В 2007 году среди 194 человек в трудоспособном возрасте (15—64 лет) 143 были экономически активными, 51 — неактивными (показатель активности — 73,7 %, в 1999 году было 72,7 %). Из 143 активных работали 122 человека (76 мужчин и 46 женщин), безработных было 21 (14 мужчин и 7 женщин). Среди 51 неактивных 6 человек были учениками или студентами, 20 — пенсионерами, 25 были неактивными по другим причинам.